# Last Name
«Last Name» (англ. Прізвище) — третій сингл другого студійного альбому американської кантрі-співачки Керрі Андервуд — «Carnival Ride». В США пісня вийшла 8 квітня 2008. Пісня написана Андервуд, Гілларі Ліндсі та Люком Лердом; спродюсована Марком Брайтом. Прем'єра музичного відео відбулась 30 квітня 2008. Сингл отримав платинову сертифікацію від американської компанії RIAA. Пісня виграла у номінації Best Female Country Vocal Performance на 51-ій церемонії нагородження Греммі.

## Створення пісні
Пісня була написана у січні 2007. За два дня до початку роботи над «Last Name», Андервуд закінчила роботу над своїм першим синглом «So Small».

## Зміст
Композиція «Last Name» є піснею високошвидкісного темпу. Вона розповідає історію дівчини, яка зустрічає у клубі чоловіка, і пізніше заручається з ним у Лас-Вегасі після того, як випила занадто багато коктейлів ввечері перед цим. Вона прокидається наступного ранку, думаючи "про Елвіса десь у Вегасі", і розуміє, що навіть не знає свого власного прізвища, та непокоїться за те, що "її мамі буде так соромно." Музичне відео поставило пісню як приквел до пісні «Before He Cheats»; для відеокліпа «Last Name» найняли того ж актор, який грав головну чоловіку роль у «Before He Cheats».

## Рецензії
Сингл отримав змішані оцінки.
Онлайнова база даних Allmusic назвала пісню "Мірандою Ламберт, яку профільтрували через Шанайю Твейн" і категоризувала її як "гімн стосунків на одну ніч". Rolling Stone дав пісні позитивну оцінку, кажучи, що із усього альбому пісня «Last Name» "була найвеселішою, де вона забагато випиває і їде до Вегасу із чоловіком, якого не знає". Blender оцінив пісню у 4 із 5 зірок та сказав, що "найбільш безвідповідальний (і найвеселіший) момент у новому альбомі включає одну дику ніч, забагато склянок Куерво та неочікувану обручку". Журнал Billboard написав позитивну рецензію, схвалюючи текст пісні: "текст пісні розумно скомпонований та весело святкує п'яну розпусту", а також категоризував пісню як "виконання, яке комбінує душевний вокал, гостру інтенсивність та зухвале ставлення до чудових коктейлів".
Блог Engine 145 дав пісні негативну оцінку, описуючи виконання пісні як "занадто пряме", кажучи, що "композиція ставить весь фокус лише на вокал". Журнал Slant маркував пісню як "явну спробу відтворити феномен 'Before He Cheats'".

## Виконання вживу
Вперше вживу Андервуд виконала пісню «Last Name» 18 травня 2008 на 43-ій церемонії нагородження Academy of Country Music Awards. 21 травня 2008 вона виконала сингл на сцені фіналу 7-го сезону реаліті-шоу American Idol. 8 лютого 2009 Андервуд виступила із піснею на сцені 51-й церемонії нагородження Греммі.

## Музичне відео
Відеокліп зрежисовано Романом Вайтом. Прем'єра музичного відео відбулася 30 квітня 2008. Події відеокліпу відбуваються до подій музичного відео «Before He Cheats». Станом на травень 2018 музичне відео мало 21 мільйонів переглядів на відеохостингу YouTube.
Відеокліп починається із декількох кадрів із музичного відео «Before He Cheats». Трьома місяцями раніше Андервуд зустрічає в клубі незнайомця. Він дає їй руку і пропонує потанцювати. У відео показується, що незнайомець, танцюючи з Андервуд, фліртує з іншою дівчиною. Після клубу вони їдуть до Лас-Вегасу. Там вони грають в рулетку та інші азартні ігри. Через невеликий проміжок часу Андервуд і хлопець заходять у міні-капличку, де імітатор Елвіса одружує їх. Одружившись, вони садяться в пікап (саме цей пікап показувався на початку відеокліпу «Before He Cheats»).

## Список пісень
| #  | Назва       | Тривалість |
| -- | ----------- | ---------- |
| 1. | «Last Name» | 4:01       |

## Нагороди та номінації

### 35th People's Choice Awards
| Рік  | Номіновано  | Нагорода                 | Результат |
| ---- | ----------- | ------------------------ | --------- |
| 2009 | "Last Name" | Country Song of the Year | Перемога  |

### 51st Grammy Awards
| Рік  | Номіновано  | Нагорода                              | Результат |
| ---- | ----------- | ------------------------------------- | --------- |
| 2009 | "Last Name" | Best Female Country Vocal Performance | Перемога  |

### 2010 CMA Triple-Play Awards
| Рік  | Номіновано  | Нагорода                                                            | Результат |
| ---- | ----------- | ------------------------------------------------------------------- | --------- |
| 2010 | "Last Name" | Triple-Play Songwriter (разом із "So Small" та "All-American Girl") | Перемога  |

### 2009 BMI Awards
| Рік  | Номіновано  | Нагорода                                | Результат |
| ---- | ----------- | --------------------------------------- | --------- |
| 2009 | "Last Name" | Songwriter of the Year (Керрі Андервуд) | Перемога  |

## Чарти
Пісня дебютувала на 46 місцем чарту Billbord Hot Country Songs. На тижні від 21 червня 2008 пісня стрибнула із 5-го на 1-е місце.
Тижневі чарти
| Чарт (2008)                              | Місце |
| ---------------------------------------- | ----- |
| Canadian Hot 100                         | 34    |
| Canadian Radio & Records Country Singles | 3     |
| U.S. Billboard Hot Country Songs         | 1     |
| U.S. Billboard Hot 100                   | 19    |
| U.S. Billboard Pop 100                   | 37    |
| U.S. Billboard Adult Top 40              | 31    |

Річні чарти
| Чарт (2008)                      | Місце |
| -------------------------------- | ----- |
| U.S. Billboard Hot Country Songs | 27    |

## Продажі
| Країна     | Сертифікація (таблиця продажів та сертифікатів) | Продажі    |
| ---------- | ----------------------------------------------- | ---------- |
| США (RIAA) | Платина                                         | +1,300,000 |

## Історія релізів
| Країна   | Дата          | Формат  | Лейбл            |
| -------- | ------------- | ------- | ---------------- |
| США      | 8 квітня 2008 | Airplay | Arista Nashville |
| Канада   | 8 квітня 2008 | Airplay | Sony Music       |
| Британія | 9 квітня 2008 | Airplay | Sony Music       |